# 2732 Witt
2732 Witt је астероид главног астероидног појаса чија средња удаљеност од Сунца износи 2,758 астрономских јединица (АЈ).
Апсолутна магнитуда астероида је 12,1.